# Водолей (знак зодиака)

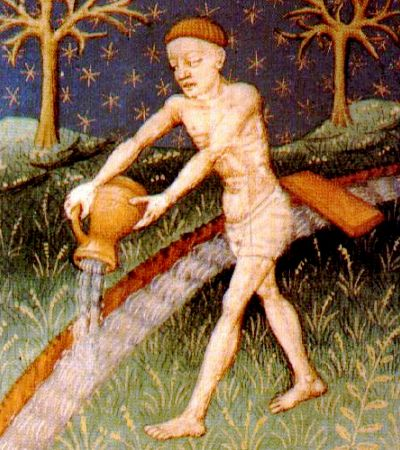
Водолей

Водоле́й (лат. Aquarius) — одиннадцатый знак зодиака, соответствующий сектору эклиптики от 300° до 330°, считая от точки весеннего равноденствия; постоянный знак тригона Воздух. Обычно изображается в виде человека мужского пола с кувшином, льющего воду.
В западной астрологии считается, что Солнце находится в знаке Водолея приблизительно с 20 января по 19 февраля. Не следует путать знак Водолея и созвездие Водолея, Солнце в котором находится с 16 февраля по 11 марта.
Управляющие планеты Водолея — Уран и Сатурн.

## Символ
Символ Водолея ♒ (может не отображаться в некоторых браузерах) в Юникоде находится под десятичным номером 9810 или шестнадцатеричным номером 2652 и может быть введён в HTML-код как &#9810; или &#x2652;.

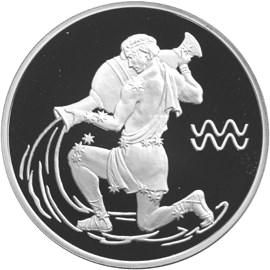
Российская монета «Водолей»
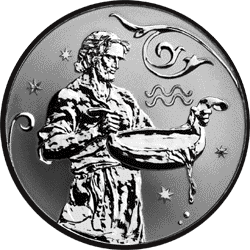
Российская монета «Водолей»